# Castelgerundo
Castelgerundo est une commune italienne de 1 489 habitants, située dans la province de Lodi, en Lombardie (Italie). La commune est née le 1er janvier 2018 de la fusion de Cavacurta et Camairago.

## Histoire
Le processus de fusion des municipalités de Camairago et Cavacurta commence en 2016.
Le 22 octobre 2017, un référendum en faveur de la fusion se termine positivement. Le 28 novembre 2017, la fusion des municipalités de la nouvelle commune de Castelgerundo est approuvée par le Conseil régional de Lombardie.
Le siège de la mairie est établi à Camairago.

## Administration
| Période                                  | Période      | Identité           | Étiquette | Qualité               |
| ---------------------------------------- | ------------ | ------------------ | --------- | --------------------- |
| 1er janvier 2018                         | 10 juin 2018 | Mariano Savastano  |           | Commissaire du Préfet |
| 10 juin 2018                             | actualité    | Daniele Saltarelli |           | Liste Civique         |
| Les données manquantes sont à compléter. |              |                    |           |                       |

### Hameaux
Bosco Valentino et Mulazzana

### Communes limitrophes
Formigara, Castiglione d'Adda, Maleo, Terranova dei Passerini, Pizzighettone, Codogno.

## Autres projets